# DPM3
Polipeptid dolihil-fosfat manoziltransferaze 3, takođe poznat kao DPM3, je ljudski gen.

## Funkcija
Dolihol-fosfatna manoza (Dol-P-Man) služi kao donator manozilnih ostataka na lumenalnoj strani endoplazmatskog retikuluma (ER). Nedostatak Dol-P-Man-a rezultira defektnom površinskom ekspresijom GPI-usidrenih proteina. Dol-P-Man se sintetiše iz GDP-manoze i dolihol-fosfata na citosolnoj strani ER pomoću enzima dolihil-fosfat manoziltransferaze. Protein koji je kodiran ovim genom je podjedinica dolihil-fosfat manoziltransferaze i deluje kao stabilizatorska podjedinica kompleksa dolihil-fosfat manoziltransferaze.

## Klinički značaj
Mutacije ovog gena su povezane sa urođenim poremećajem glikozilacije tipa 1O.

## Literatura
- Maeda Y, Watanabe R, Harris CL,  . (2001). „PIG-M transfers the first mannose to glycosylphosphatidylinositol on the lumenal side of the ER.”. EMBO J. 20 (1–2): 250—61. PMC 140182 . PMID 11226175. doi:10.1093/emboj/20.1.250.
- Ashida H, Maeda Y, Kinoshita T (2006). „DPM1, the catalytic subunit of dolichol-phosphate mannose synthase, is tethered to and stabilized on the endoplasmic reticulum membrane by DPM3.”. J. Biol. Chem. 281 (2): 896—904. PMID 16280320. doi:10.1074/jbc.M511311200 .
- Maeda Y, Tanaka S, Hino J,  . (2000). „Human dolichol-phosphate-mannose synthase consists of three subunits, DPM1, DPM2 and DPM3.”. EMBO J. 19 (11): 2475—82. PMC 212771 . PMID 10835346. doi:10.1093/emboj/19.11.2475.
- Strausberg RL, Feingold EA, Grouse LH,  . (2002). „Generation and initial analysis of more than 15,000 full-length human and mouse cDNA sequences.”. Proc. Natl. Acad. Sci. U.S.A. 99 (26): 16899—903. Bibcode:2002PNAS...9916899M. PMC 139241 . PMID 12477932. doi:10.1073/pnas.242603899 .
- Manos EJ, Kim ML, Kassis J,  . (2001). „Dolichol-phosphate-mannose-3 (DPM3)/prostin-1 is a novel phospholipase C-gamma regulated gene negatively associated with prostate tumor invasion.”. Oncogene. 20 (22): 2781—90. PMID 11420690. doi:10.1038/sj.onc.1204379 .
- Gregory SG, Barlow KF, McLay KE,  . (2006). „The DNA sequence and biological annotation of human chromosome 1.”. Nature. 441 (7091): 315—21. Bibcode:2006Natur.441..315G. PMID 16710414. doi:10.1038/nature04727 .

## Spoljašnje veze
- GeneReviews/NCBI/NIH/UW entry on Congenital Disorders of Glycosylation Overview